# Smyrna (Delaware)
Smyrna es un pueblo ubicado en los condados de New Castle y Kent en el estado estadounidense de Delaware. En el año 2000 tenía una población de 8.603 habitantes y una densidad poblacional de 595 personas por km².

## Geografía
Smyrna se encuentra ubicado en las coordenadas 39°17′49″N 75°36′28″O / 39.29694, -75.60778.

## Demografía
Según la Oficina del Censo en 2000 los ingresos medios por hogar en la localidad eran de $36,212, y los ingresos medios por familia eran $42,355. Los hombres tenían unos ingresos medios de $32,500 frente a los $22,135 para las mujeres. La renta per cápita para la localidad era de $17,443. Alrededor del 10.5% de la población estaban por debajo del umbral de pobreza.